# Daniel Lupi
Daniel Lupi (* 1961) ist ein US-amerikanischer Filmproduzent. Zusammen mit seiner Frau JoAnne Sellar produzierte er mehrere Filme des Regisseurs Paul Thomas Anderson. Alle drei waren bei der Oscarverleihung 2008 mit There Will Be Blood für den Besten Film nominiert. Für die Filme Der seidene Faden (2018) und Killers of the Flower Moon (2024) wurde er ebenso in dieser Kategorie für den Preis nominiert.

## Filmografie (Auswahl)
Als Filmproduzent
- 2001: Impostor
- 2002: Punch-Drunk Love
- 2007: There Will Be Blood
- 2012: The Master
- 2014: Inherent Vice – Natürliche Mängel (Inherent Vice)
- 2017: Der seidene Faden (Phantom Thread)
- 2023: Killers of the Flower Moon

Als Executive Producer
- 2002: Catch Me If You Can
- 2004: 50 erste Dates (50 First Dates)
- 2005: Fußballfieber – Elfmeter für Daddy (Kicking & Screaming)
- 2005: Get Rich or Die Tryin’
- 2007: Von Löwen und Lämmern (Lions for Lambs)
- 2009: Die fast vergessene Welt (Land of the Lost)
- 2010: Meine Frau, unsere Kinder und ich (Little Fockers)
- 2013: Lincoln
- 2013: Her
- 2015: Bridge of Spies – Der Unterhändler (Bridge of Spies)
- 2018: Ready Player One
- 2019: Wir (Us)
- 2021: Licorice Pizza
- 2021: West Side Story